# Останній замок (фільм)
Останній замок (англ. The Last Castle) — американська кінострічка, знята режисером Родом Лурі у 2001 році. 
Вийшла в прокат 19 жовтня 2001 року.

## Сюжет
Сталося так, що генерал Ервін — заслужений солдат і ветеран багатьох війн, який відслужив батьківщині вірою і правдою, став в'язнем тюрми суворого режиму. За всю свою кар'єру генерал припустився лише однієї невиправної помилки, яка обернулася для нього ганебним судом військового трибуналу й десятьма роками ув'язнення.
Але Юджин стійко прийняв цей удар долі. Змирившись зі своєю недолею, розжалуваний офіцер вступив у стіни в'язниці з єдиним наміром — відбути свій термін і повернутися додому. 
Але все склалося інакше... Ервін робить шокуюче відкриття: у в'язниці холоднокровно вбивають ув'язнених.
За цими кривавими злочинами стоїть жорстокий комендант тюрми — полковник Вінтер (Джеймс Ґандольфіні). І тоді генерал вирішує прийняти на себе командування востаннє, ставши на чолі відчайдушного повстання розгніваних в'язнів...

## У ролях
| Актор                | Роль                                       |
| -------------------- | ------------------------------------------ |
| Роберт Редфорд       | генерал Юджин Ірвін                        |
| Джеймс Гандольфіні   | полковник Вінтер                           |
| Марк Руффало         | Йейтс                                      |
| Делрой Ліндо         | генерал Вілер                              |
| Пол Келдерон         | Деллво                                     |
| Семюел Болл          | Даффі                                      |
| Джеремі Чайлдз       | ім'я персонажа                             |
| Кліфтон Коллінз мол. | капрал Рамон Аґілар                        |
| Брайан Гудман        | Бопре                                      |
| Майкл Ірбі           | Енрікес                                    |
| Робін Райт           | Розалі, дочка Ірвіна (в титрах не вказана) |